# SN 1999fs
SN 1999fs – supernowa nieznanego typu odkryta 3 listopada 1999 roku w galaktyce A232717+0007. W momencie odkrycia miała maksymalną jasność 21,30m.